# Izatha mira
Izatha mira là một loài bướm đêm thuộc họ Oecophoridae. Nó là loài đặc hữu của New Zealand, ở đó nó được tìm thấy ở miền tây South Island, except tây bắc Nelson.
Sải cánh dài 16–21 mm đối với con đực và 17–23 mm đối với con cái. Con trưởng thành bay vào tháng 11, tháng 12 and tháng 1.